# Francine Sandberg
Francine Sandberg ist eine französische Filmeditorin.

## Leben
Francine Sandbergs Großvater war der Filmproduzent Serge Sandberg (1879–1981), der aus dem litauischen, seinerzeit zum Russischen Kaiserreich gehörenden Kaunas stammte und nach Frankreich übergesiedelt war. Ihre Mutter Suzanne Sandberg war wie sie Editorin, ihr Bruder Marc Sandberg ist Filmhistoriker. Ihre Cousine, die Kostümbildnerin Dominique Borg, ist ebenfalls beim Film tätig. Francine Sandberg kam 1977 erstmals als Editorin beim Film zum Einsatz und war als solche zunächst besonders häufig an Produktionen der belgischen Filmemacherin Chantal Akerman beteiligt.
Mit der Filmkomödie Kleine Fische, große Fische (1992) begann ihre vielfache Zusammenarbeit mit Regisseur Cédric Klapisch. Zu ihrem größten gemeinsamen Erfolg geriet die mit jungen Nachwuchstalenten (darunter Romain Duris, Audrey Tautou und Cécile de France) besetzte Filmkomödie L’auberge espagnole (2002) über eine in Barcelona lebende Wohngemeinschaft von Erasmus-Studenten. Für ihre Arbeit an diesem Film erhielt Sandberg ihre erste Nominierung für den César in der Kategorie Bester Schnitt. Für dessen Fortsetzung L’auberge espagnole – Wiedersehen in St. Petersburg (2005) und den ebenfalls unter der Leitung von Klapisch entstandenen Film So ist Paris (2008) wurde Sandberg zwei weitere Male für den César nominiert.

## Filmografie (Auswahl)
- 1977: Briefe von zu Haus (News from Home)
- 1978: Annas Begegnungen (Les rendez-vous d’Anna)
- 1979: Rue du Pied de Grue
- 1980: Les visiteurs (TV-Miniserie)
- 1984: Boy Meets Girl
- 1985: Vertiges
- 1986: Golden Eighties
- 1986: Jour et nuit
- 1991: Die Nacht – Der Tag (Nuit et jour)
- 1992: Kleine Fische, große Fische (Riens du tout)
- 1994: Abschlussklasse: Wilde Jugend – 1975 (Le péril jeune)
- 1996: … und jeder sucht sein Kätzchen (Chacun cherche son chat)
- 1996: Typisch Familie! (Un air de famille)
- 1999: Peut-être
- 2000: Sauve-moi
- 2001: Milch der Zärtlichkeit (Le lait de la tendresse humaine)
- 2002: L’auberge espagnole (L’auberge espagnole)
- 2003: Je reste!
- 2005: L’auberge espagnole – Wiedersehen in St. Petersburg (Les poupées russes)
- 2007: Michou d’Auber
- 2008: So ist Paris (Paris)
- 2010: Les invités de mon père
- 2011: Mein Stück vom Kuchen (Ma part du gâteau)

## Auszeichnungen
- 2003: Nominierung für den César in der Kategorie Bester Schnitt für L’auberge espagnole
- 2006: Nominierung für den César in der Kategorie Bester Schnitt für L’auberge espagnole – Wiedersehen in St. Petersburg
- 2009: Nominierung für den César in der Kategorie Bester Schnitt für So ist Paris